# Tewolde Berhan Gebre Egziabher
Tewolde Berhan Gebre Egziabher (* 19. Februar 1940 bei Adwa, Tigray, Äthiopien; † 20. März 2023) war ein äthiopischer Umweltschützer und Professor für Biologie.

## Werdegang
Egziabher studierte in Addis Abeba und promovierte an der University of Wales in Bangor.
Von 1983 bis 1991 war er Rektor der Universität von Asmara, 1991 bis 1994 war er Direktor des Ethiopian Conservation Strategy Secretariat, ab 1995 war er General Manager der Environmental Protection Authority of Ethiopia.
Während der 1990er Jahre wendete Tewolde einen Großteil seiner Energie für Verhandlungen über die biologische Vielfalt auf: insbesondere im Rahmen des Übereinkommens über Biologische Vielfalt (Convention on Biological Diversity) und der Welternährungsorganisation (Food and Agriculture Organization). In diesen Jahren bildete er eine starke Gruppe hochqualifizierter afrikanischer Delegierter heran, die in der Gruppe der 77 und der China Gruppe eine führende Rolle spielten. Afrika trat mit gemeinsamen fortschrittlichen Positionen auf, z. B. dem Verbot von Patenten auf Lebewesen und der Anerkennung der Rechte von traditionellen Gemeinschaften. Tewoldes Leitung in dieser Gruppe führte 1999 in den Biosicherheitsverhandlungen von Cartagena, Kolumbien, zu einem Abkommen, das gegen starke Widerstände der USA und der EU die Biodiversität ebenso wie die Rechte traditioneller Gemeinschaften in den Entwicklungsländern schützt. Egziabher ist zudem der Vater des afrikanischen Modellgesetzes zur Gentechnik. Bei den Verhandlungen für Biosicherheit 1999 in Cartagena (Kolumbien) war Tewolde der Sprecher der G77-Länder, der „Like-Minded Group“. Mit dem Cartagena-Protokoll gelang es den armen Ländern, den Einsatz von genetisch verändertem Saatgut unter strenge Bedingungen zu stellen und die natürliche Vielfalt zu schützen.
Egziabher war Mitglied im Weltzukunftsrat.

## Auszeichnungen
- 2000: Right Livelihood Award für seine beispielhafte Arbeit zum Schutz der Artenvielfalt und der traditionellen Rechte von Farmern und Gemeinschaften auf ihre genetischen Ressourcen
- 2006: Champions of Earth Award der UNDP